# 슈체코치니 열차 충돌 사고
슈체코치니 열차 충돌 사고는 2012년 3월 3일 폴란드 슈체코치니에서 일어난 열차 충돌 사고이다. 이 사고로 16명이 사망하였다.

## 같이 보기
- 그리스 열차 충돌 사고